# كارلوس إدواردو (لاعب كرة قدم مواليد 1979)
كارلوس إدواردو (بالبرتغالية: Carlos Eduardo Bizarro) هو لاعب كرة قدم برازيلي في مركز الدفاع، ولد في 9 يناير 1979 في البرازيل. لعب مع بارتيزاني تيرانا وبرسيبو بوجونيغورو ونادي أمريكا ونادي برازيليا ونادي سيارا.